# Landschaftsschutzgebiet Benser Tief
Das Landschaftsschutzgebiet Benser Tief ist ein Landschaftsschutzgebiet im Landkreis Wittmund des Bundeslandes Niedersachsen. Es trägt die Nummer LSG WTM 00018. Als untere Naturschutzbehörde ist der Landkreis Wittmund für das Gebiet zuständig.

## Beschreibung des Gebiets
Das 1980 ausgewiesene Landschaftsschutzgebiet umfasst eine Fläche von 15 Quadratkilometern, die sich in einem Bogen um Dunum, einer Gemeinde in der Samtgemeinde Esens in Ostfriesland erstrecken.

## Schutzzweck
Genereller Schutzzweck ist der „Erhalt des Charakters der grünlandwirtschaftlich genutzten Niederungen mit Fließgewässern“. Zudem soll der „Feuchtgebietscharakter der Niederungsräume des Benser Tiefs, der Stuhlleide, des Falster Tiefs, des Burgschlootes, des Reihertiefs und des Bargsteder Tiefs auf Dauer gesichert werden“. Um dieses Ziel zu erreichen, sollen die Flächen nur noch unter Berücksichtigung der Anforderungen der Wiesenvögel bewirtschaftet werden und das artenreiche Grabennetz erhalten und entwickelt werden. Die Entwicklung eines Pufferbereiches zum Naturschutzgebiet Ochsenweide und die Erweiterung des Landschaftsschutzgebietes im Südwesten bis an das Benser Tief als natürliche Grenze der Niederung sind geplant.